# افق ذرات
افق ذرات که (به آن افق کیهانی، افق متحرک؛ در متن اسکات دودلسون، یا افق نور کیهانی نیز گفته می‌شود) (انگلیسی: Particle horizon) حداکثر فاصله‌ای است که نور از ذرات می‌توانسته از آن به سوی ناظر خود در طی سن جهان بپیماید؛ بسیار شبیه مفهوم افق زمینی، این افق مرز بین مناطق قابل مشاهده و غیرقابل مشاهدهٔ جهان را نشان می‌دهد، بنابراین فاصلهٔ آن در عصر کنونی اندازهٔ جهان قابل مشاهده را مشخص می‌کند. با توجه به انبساط جهان، سن جهان صرفاً برابر سرعت نور (تقریباً ۱۳٫۸ میلیارد سال نوری) نیست، بلکه سرعت نور برابر زمان هم‌شکل است. وجود، ویژگی‌ها و اهمیت یک افق کیهانی به مدل خاصی از کیهان‌شناسی فیزیکی (که استفاده می‌کنیم) بستگی دارد.

## زمان منسجم و افق ذرات
از نظر فاصلهٔ متحرک، افق ذرات برابر با زمان منسجم
η است که از بیگ بنگ گذشته است، برابر سرعت نور:
{\displaystyle \eta =\int _{0}^{t}{\frac {dt'}{a(t')}}}
در اینجا  {\displaystyle a(t)} ضریب مقیاس (بدون بُعد) است
> ضریب مقیاس متریک فریدمان-لومتر-رابرتسون-واکر، و به‌طور سنتی زمان وقوع بیگ بنگ {\displaystyle t=0} گرفته شده. زیرنویس 0 «امروز» را نشان می‌دهد به‌طوری که زمان مطابق امروز برابر {\displaystyle \eta (t_{0})=\eta _{0}=1.48\times 10^{18}{\text{ s}}} است. توجه شود که زمان منسجم  {\displaystyle 4.35\times 10^{17}{\text{ s}}} سن جهان نیست، بلکه زمان منسجم آن مقدار از زمان است که یک فوتون برای پیمودن از جایی که ما هم‌اکنون قرار داریم تا دورترین مرز جهان قابل مشاهده، نیاز دارد با این فرض که در طول این مدت جهان انبساطی نداشته باشد؛ که چنین تعریفی از دیدگاه فیزیکی {\displaystyle \eta _{0}}، مفهوم روشنی از زمان ندارد.